# Claudine Escoffier-Lambiotte
Pour les articles homonymes, voir Escoffier et Lambiotte.
Claudine Escoffier-Lambiotte, née le 16 juillet 1923 à Bruges en Belgique et morte le 4 janvier 1996 à Neuilly-sur-Seine,, est une médecin et journaliste belge. Elle dirige la rubrique médicale du quotidien Le Monde de 1956 à 1988. Elle est membre cofondatrice de la Fondation pour la recherche médicale en 1962. 

## Biographie
Elle fait ses études médicales durant l'occupation en Belgique, où elle obtient son doctorat, puis un deuxième doctorat à l'université Columbia où elle a obtenu une bourse d'études, et un troisième doctorat en France. Précocement veuve d'un chirurgien, elle est mère de quatre enfants.
Elle est recrutée par Hubert Beuve-Méry en 1956. Elle est chef de la rubrique médicale du journal Le Monde de 1956 à 1988. Elle « contribue à imposer au Monde la médecine comme spécialité autonome » et obtient la création du « Monde de la médecine à partir de 1967 et l'embauche de Martine Allain-Regnault à la fin des années 1960, tandis que Claire Brisset vient renforcer la rubrique médicale dans les années 1970. Elle publiait également régulièrement dans Le Monde diplomatique.
« Femme de combats et de conviction […] elle inventa, pratiquement seule dans la presse, le journalisme d'information médicale ». Elle s'engage pour la contraception, contre l'acharnement thérapeutique, enquête sur le scandale du Distilbène.
Elle est cofondatrice, en 1962,, puis secrétaire générale, de la Fondation pour la recherche médicale qui crée un prix en son honneur,. Elle est co-lauréate, avec Martine Allain-Regnault du prix de l'information scientifique de l'Académie des sciences, en 1988.
Elle meurt le 4 janvier 1996 à Neuilly-sur-Seine.

## Publications

### Documentaire télévisé
- Claudine Escoffier-Lambiotte (auteur), Martine Allain-Regnault (auteur) et Claude de Givray (réalisateur), La Santé en cartes perforées, Paris, ORTF, coll. « Horizons », 1972 (BNF 38546484)Support : 1 cassette vidéo VHS ; durée : 54 min environ ; narrateur : Jean-Roger Caussimon. Première diffusion télévisée : 14 février 1972 ; chaîne non connue.